# Emin Bektóre
Emin Bektóre (în limba turcă ortografiat: Emin Bektöre; n. 1906, Dobrici, Principatul Bulgariei – d. 15 aprilie 1995, Eskişehir, Turcia) a fost un folclorist, etnograf și textier tătar crimeean de origine dobrogeană, militant pentru cauza etniei tătare.

## Biografie
Emin Bektóre s-a născut în anul 1906 în Bazargic, în Dobrogea de Sud. Pe atunci sudul Dobrogei (Cadrilaterul) aparținea Bulgariei, dar între 1913 și 1940 a trecut sub administrație românească. Emin a urmat studiile primare și secundare în România, mai întâi în Bazargic, apoi în București. Încă din copilărie a îndrăgit muzica și dansul popular înscriindu-se în diverse grupuri folclorice românești și bulgărești. Apoi a pus bazele mai multor ansambluri folclorice tătărești. A scris și a realizat numeroase scenete pentru copii printre care Șahin Giray Han, Atilla, Bora, Kîrîm, Kók-kóz Bayar. În 1930 a făcut parte din grupul de intelectuali tătari care la inițiativa și sub conducerea lui Músteğip Úlkúsal a fondat revista Emel din Constanța.
În 1940, purtând cu sine un însemnat tezaur cultural de creații folclorice tătărești, Bektóre a emigrat în Turcia stabilindu-se în Eskișehir.
Acolo a continuat transmiterea tradițiilor tătărești reluându-și activitatea de înființare și consiliere a ansamblurilor folclorice. A fost unul dintre precursorii și promotorii inițiativelor folclorice și etnografice din Turcia.
Ca urmare a activității sale prolifice și la inițiativa sa, în curriculumul instituțiilor de învățământ din provincia Eskișehir a fost inclus studiul dansului și muzicii tradiționale tătărești.
A militat pentru cauza națiunii tătare. În anii șaizeci s-a reîntâlnit cu Mústecip Úlkúsal și cu alți activiști tătari crimeeni emigrați în Turcia, printre care Cafer Seydamet Kırımer și Edige Kırımal, reluându-și contribuția la seria turcească a revistei Emel. 
Bektóre a murit pe 15 aprilie 1995.